# Йоган Манзамбі
Йоган Манзамбі (фр. Johan Manzambi; нар. 14 жовтня 2005) — швейцарський футболіст, півзахисник німецького клубу «Фрайбург» і збірної Швейцарії.

## Клубна кар'єра
Виступав за юнацьку команду «Серветт», звідки в січні 2023 року приєднався до академії німецького «Фрайбурга». 25 лютого 2024 року дебютував за резервну команду «Фрайбурга» в матчі Третьої ліги проти «Вальдгофа». 6 квітня 2024 року в поєдинку проти «Ерцгебірге Ауе» забив свій перший гол у кар'єрі.
21 вересня 2024 року дебютував в основному складі «Фрайбурга» в матчі Бундесліги проти «Гайденгайма», вийшовши на заміну Ріцу Доану. 26 вересня продовжив контракт з клубом до літа 2028 року. 12 квітня 2025 року в поєдинку Бундесліги проти менхенгладбаської «Боруссії» забив свій перший гол за «Фрайбург», принісши перемогу своїй команді (2-1).

## Кар'єра в збірній
Виступав за збірні Швейцарії до 18, до 19 і до 20 років. В березні 2025 року вперше отримав виклик в збірну до 21 року для участі в товариських матчах проти збірних Австрії та Англії. 21 березня в поєдинку з Автрією дебютував за молодіжну збірну Швейцарії.
22 травня 2025 року вперше викликаний до збірної Швейцарії головним тренером Муратом Якіном для участі в товариських матчах проти збірних Мексики та США. 7 червня в поєдинку з Мексикою дебютував за збірну Швейцарії, вийшовши на заміну Дану Ндоє. 11 червня 2025 року в матчі проти збірної США забив свій перший гол за збірну Швейцарії.

## Статистика виступів

### Клубна статистика
Станом на 16 серпня 2025
| Клуб              | Сезон             | Чемпіонат                          | Чемпіонат | Чемпіонат | Кубок | Кубок | Єврокубки | Єврокубки | Всього | Всього |
| Клуб              | Сезон             | Дивізіон                           | Матчі     | Голи      | Матчі | Голи  | Матчі     | Голи      | Матчі  | Голи   |
| ----------------- | ----------------- | ---------------------------------- | --------- | --------- | ----- | ----- | --------- | --------- | ------ | ------ |
| Фрайбург II       | 2023–24           | Третя ліга                         | 10        | 2         | –     | –     | –         | –         | 10     | 2      |
| Фрайбург II       | 2024–25           | Регіональна ліга «Південний Захід» | 10        | 1         | –     | –     | –         | –         | 10     | 1      |
| Фрайбург II       | Всього            | Всього                             | 20        | 3         | 0     | 0     | 0         | 0         | 20     | 3      |
| Фрайбург          | 2024–25           | Бундесліга                         | 11        | 2         | 0     | 0     | –         | –         | 11     | 2      |
| Фрайбург          | 2025–26           | Бундесліга                         | 0         | 0         | 1     | 0     | –         | –         | 1      | 0      |
| Фрайбург          | Всього            | Всього                             | 11        | 2         | 1     | 0     | 0         | 0         | 12     | 2      |
| Всього за кар'єру | Всього за кар'єру | Всього за кар'єру                  | 31        | 5         | 1     | 0     | 0         | 0         | 32     | 5      |

### Міжнародна статистика
Станом на 11 червня 2025 
| Збірна            | Сезон             | Товариські | Товариські | Офіційні | Офіційні | Всього | Всього |
| Збірна            | Сезон             | Матчі      | Голи       | Матчі    | Голи     | Матчі  | Голи   |
| ----------------- | ----------------- | ---------- | ---------- | -------- | -------- | ------ | ------ |
| Швейцарія         |                   |            |            |          |          |        |        |
| 2025              | 2                 | 1          | 0          | 0        | 2        | 1      |        |
| Всього за кар'єру | Всього за кар'єру | 2          | 1          | 0        | 0        | 2      | 1      |

### Матчі за збірну
Станом на 11 червня 2025 
| Матчі Йогана Манзамбі за збірну Швейцарії | Матчі Йогана Манзамбі за збірну Швейцарії | Матчі Йогана Манзамбі за збірну Швейцарії | Матчі Йогана Манзамбі за збірну Швейцарії | Матчі Йогана Манзамбі за збірну Швейцарії | Матчі Йогана Манзамбі за збірну Швейцарії | Матчі Йогана Манзамбі за збірну Швейцарії | Матчі Йогана Манзамбі за збірну Швейцарії |
| №                                         | Дата                                      | Суперник                                  | Рахунок                                   | Голи                                      | Картки                                    | Хвилини                                   | Змагання                                  |
| ----------------------------------------- | ----------------------------------------- | ----------------------------------------- | ----------------------------------------- | ----------------------------------------- | ----------------------------------------- | ----------------------------------------- | ----------------------------------------- |
| 1                                         | 7 червня 2025                             | Мексика                                   | 4–2                                       |                                           |                                           | 17'                                       | Товариський матч                          |
| 2                                         | 11 червня 2025                            | США                                       | 4–0                                       | 1                                         |                                           | 90'                                       | Товариський матч                          |

Всього: 2 матчі / 1 гол; 2 перемоги, 0 нічиїх, 0 поразок.